# Heliophanus africanus
Heliophanus africanus är en spindelart som beskrevs av Wesolowska 1986. Heliophanus africanus ingår i släktet Heliophanus och familjen hoppspindlar. Inga underarter finns listade i Catalogue of Life.